# برنجاسف آلاسکایی
 برنجاسف آلاسکایی(نام علمی: Artemisia alaskana) نام گونه‌ای از سرده درمنه‌ها است.